# Andrea Parker
Andrea Parker (ur. 8 marca 1970 w hrabstwie Monterey) – amerykańska tancerka i aktorka.

## Filmografia
| Rok       | Tytuł                           | Postać                                                | Uwagi                                                    |
| --------- | ------------------------------- | ----------------------------------------------------- | -------------------------------------------------------- |
| 1988      | Rented Lips                     | Tancerka / pielęgniarka                               |                                                          |
| 1988      | Ziemskie dziewczyny są łatwe    | tancerka w salonie piękności                          |                                                          |
| 1989      | Świat według Bundych            | tancerka go-go                                        | sezon 3 odcinek 16 i 17                                  |
| 1992      | Kroniki Seinfelda               | pielęgniarka                                          | sezon 4 odcinek 11                                       |
| 1993      | Świat według Dave’a             | Alicia                                                | sezon 1 odcinek 7                                        |
| 1993      | Herman’s Head                   | Heather Brookshire                                    | sezon 3 odcinek 12                                       |
| 1993      | Przygody Brisco County Juniora  | Rita Avnet                                            | odcinek 11 i 15                                          |
| 1993      | The Naked Truth                 | panna France                                          |                                                          |
| 1994      | Brush with Death                | Colleen                                               |                                                          |
| 1994      | XXX’s & OOO’s                   | Kelly Morgan                                          |                                                          |
| 1994      | Body Shot                       | tancerka Shark Club                                   |                                                          |
| 1994      | Ellen                           | Joanna                                                | sezon 2 odcinek 1                                        |
| 1994      | Świat pana trenera              | Penny                                                 | sezon 6 odcinek 15                                       |
| 1994−1995 | Ostry dyżur                     | Linda Farrell                                         | sezon 1 odcinek 6−7, 9−12, 22, 24; sezon 2 odcinek 4 i 7 |
| 1995      | Życie jak sen                   | Winnie                                                | sezon 6 odcinek 11                                       |
| 1995–1996 | JAG – Wojskowe Biuro Śledcze    | Caitlin Pike                                          | sezon 1 odcinek 1, 2, 8 i 21                             |
| 1996      | Can’t Hurry Love                | Kit                                                   | odcinek 17                                               |
| 1996      | Ed McBain’s 87th Precinct: Ice  | detektyw Eileen Burke                                 |                                                          |
| 1996      | Świat pana trenera              | Jean Brandow                                          | sezon 8 odcinek 19                                       |
| 1996      | Napisała: Morderstwo            | Anne Larkin                                           | sezon 12 odcinek 21                                      |
| 1996–2000 | Kameleon                        | Miss Parker (córka) oraz Catherine Parker (jej matka) | główna postać                                            |
| 2000      | Delicate Instruments            | dr Anne Harper                                        |                                                          |
| 2001      | JAG – Wojskowe Biuro Śledcze    | Caitlin Pike                                          | sezon 6 odcinek 10                                       |
| 2001      | Kameleon 2001                   | Catherine Parker                                      |                                                          |
| 2001      | Kameleon: Island of the Haunted | Miss Parker                                           |                                                          |
| 2002      | First Monday                    | agentka FBI Dawson                                    | odcinek 6                                                |
| 2002–2006 | Prawie doskonali                | Lydia Weston                                          | główna postać                                            |
| 2005      | Kill grill                      | Suze                                                  | odcinek 1                                                |
| 2006      | Terapia grupowa                 | Krista                                                | odcinek 6                                                |
| 2008      | Starting Under                  | Gina                                                  | odcinek 1                                                |
| 2008      | Mentalista                      | Ann Meier                                             | sezon 1 odcinek 6                                        |
| 2009      | Na imię mi Earl                 | bogata dama                                           | sezon 4 odcinek 18                                       |
| 2009      | CSI: Kryminalne zagadki Miami   | Allison Burgess                                       | sezon 8 odcinek 4                                        |
| 2011      | W garniturach                   | Tory                                                  | sezon 1 odcinek 10                                       |
| 2011      | Słodkie kłamstewka              | Jessica DiLaurentis                                   | sezon 2 odcinek 6                                        |
| 2011–2012 | Gotowe na wszystko              | dr Jane Carlson                                       | sezon 8 odcinek 4, 6–9 i 16–21                           |
| 2012      | Beautiful People                | Roberta                                               | odcinek 1                                                |
| 2012      | Partnerzy                       | Laura                                                 | odcinek 1                                                |
| 2013      | Pokojówki z Beverly Hills       | Brenda Colfax                                         | sezon 1 odcinek 1                                        |
| 2013–2014 | Słodkie kłamstewka              | Jessica DiLaurentis                                   | Postać drugoplanowa w 4. sezonie                         |
| 2016      | Słodkie kłamstewka              | Mary Drake                                            | Jedna z ważniejszych postaci w 7. sezonie                |